# Kosaj Jegyzbajew
Kosaj Älekułuły Jegyzbajew (ros. Косай Алекулович Егизбаев, ur. 15 grudnia 1928 we wsi Grodiekowo w obwodzie semipałatyńskim, zm. 13 lutego 1995) – radziecki i kazachski polityk, I sekretarz Komitetu Obwodowego KPK w Gurjewie (obecnie Atyrau) (1962-1963).
1949 ukończył Instytut Inżynierów Transportu Kolejowego w Taszkencie, pracował jako drogomistrz, starszy inżynier i kontroler Ministerstwa Kontroli Państwowej ZSRR, później inżynier i instruktor Wydziału Politycznego Kolei Turkiestańskiej. Od 1953 w KPZR, 1955-1959 sekretarz KC Komsomołu Kazachstanu, 1959-1960 zastępca kierownika Wydziału Budownictwa i Materiałów Budowlanych KC KPK, 1960-1961 sekretarz Komitetu Obwodowego KPK w Ałma-Acie. Od stycznia 1961 do 1962 I sekretarz KC Komsomołu Kazachstanu, 1961-1962 zastępca członka Biura KC KPK, 1962 organizator odpowiedzialny KC KPK, od kwietnia 1962 do października 1963 I sekretarz Gurjewskiego Komitetu Obwodowego (od stycznia 1963: Gurjewskiego Wiejskiego Komitetu Obwodowego) KPK, od października 1963 do 28 grudnia 1964 II sekretarz Wschodniokazachstańskiego Przemysłowego Komitetu Obwodowego KPK. Od grudnia 1964 do listopada 1966 sekretarz, a od listopada 1966 do 1968 II sekretarz Wschodniokazachstańskiego Komitetu Obwodowego KPK, 1968-1977 przewodniczący Kazachskiej Republikańskiej Rady Związków Zawodowych. Od 24 marca 1972 do 25 marca 1977 członek Prezydium Wszechzwiązkowej Centralnej Rady Związków Zawodowych, 1977-1984 zastępca ministra budownictwa wiejskiego Kazachskiej SRR, 1984-1988 zastępca przewodniczącego Komitetu Kontroli Ludowej Kazachskiej SRR, następnie na emeryturze. Deputowany do Rady Najwyższej ZSRR 8 kadencji.

## Odznaczenia
- Order Rewolucji Październikowej
- Order Czerwonego Sztandaru Pracy (dwukrotnie)
- Order „Znak Honoru”